# Acromyrmex lobicornis
Acromyrmex lobicornis es una especie de hormigas cortadoras de hojas perteneciente a la subfamilia Myrmicinae del género Acromyrmex. Esta especie pertenece a uno de los dos géneros de atinos que son cortadoras de hojas.

## Subespecies
- Acromyrmex lobicornis cochlearis
- Acromyrmex lobicornis ferrugineus
- Acromyrmex lobicornis pencosensis
- Acromyrmex lobicornis pruinosior